# Zalewajka

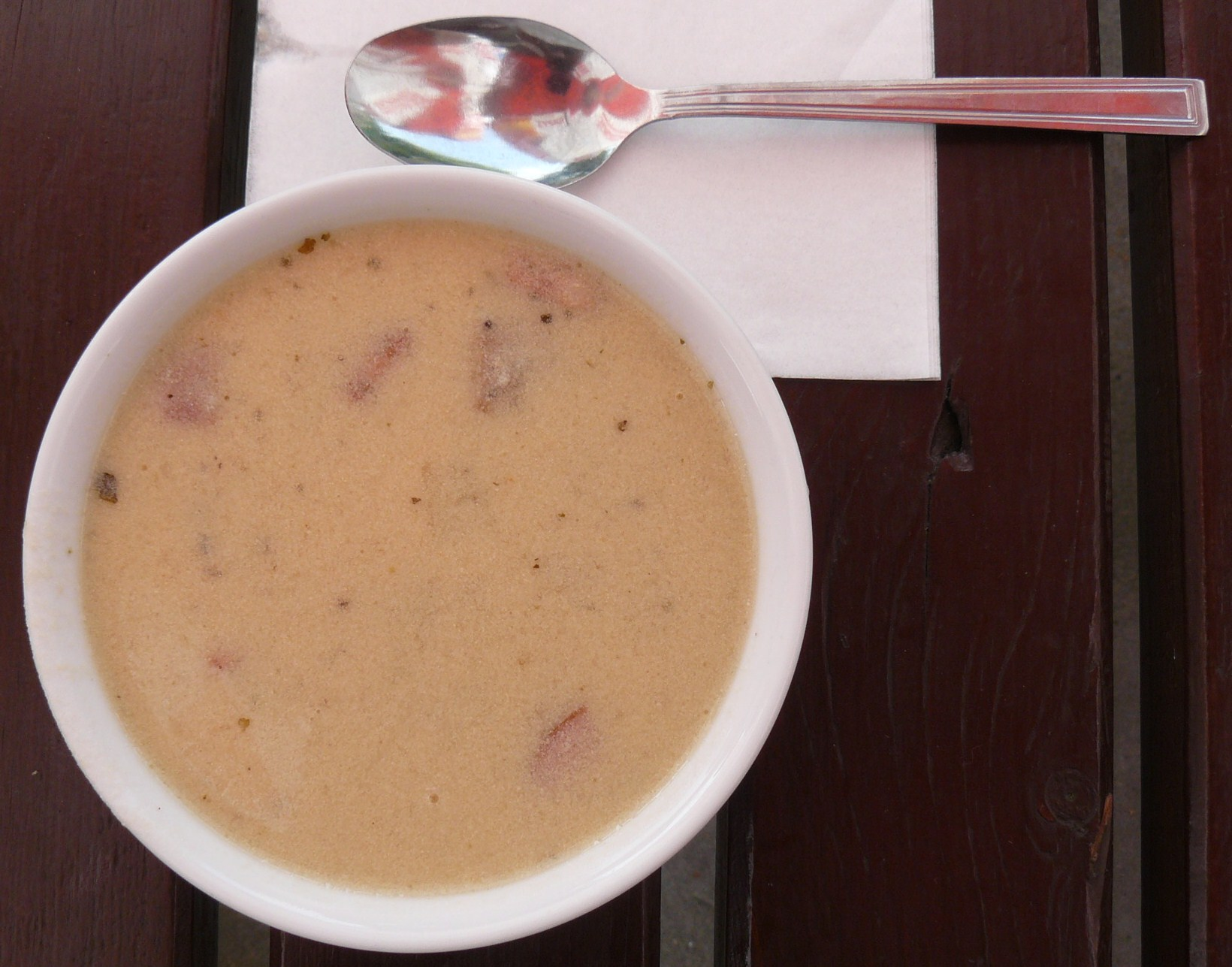
Zalewajka pomorska

Zalewajka – tradycyjna zupa wiejska, której podstawę stanowią pokrojone w kostkę i ugotowane ziemniaki, zalane (stąd nazwa) przygotowanym osobno czystym żurem z zakwasu chlebowego.

## Pochodzenie
Zupa wywodzi się z centralnej Polski. Pierwsze wzmianki pochodzą z XIX wieku z Łodzi i Radomska. Podstawowym składnikiem diety tych regionów były ziemniaki i zbiory leśne. Z tego powodu ziemniaki były bazą wielu potraw (podawano je w różnej postaci i z różnymi dodatkami). Dzięki swej prostocie zalewajka rozpowszechniła się w Kielcach, skąd na przełomie XIX i XX wieku wraz z migrującą ludnością pojawiła się w Zagłębiu Dąbrowskim. W województwie podkarpackim jej źródeł dopatruje się w okolicach Krzeszowa .

## Zalewajki regionalne

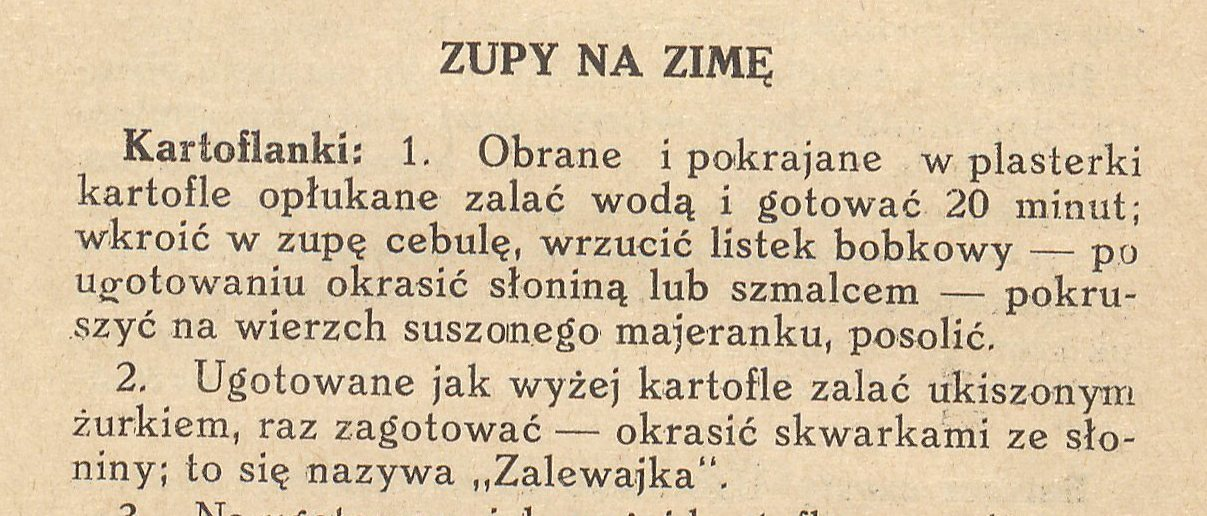
Zalewajka – przepis w książce „Przepisy dawne i nowe”, 1933

Z czasem powstało kilka odmian zupy. Kilka z nich doczekało się wpisu na Listę produktów tradycyjnych. Sposób przygotowania jest niezmienny, różnicą są składniki.
Ziemniaki gotuje się z przyprawami, a po ugotowaniu nie odlewa się z nich wody. Następnym krokiem jest dodanie pozostałych składników i dalsze gotowanie. Czas przygotowania to około 45 minut. Często podawana jest z chlebem.

### Radomszczańska zalewajka (woj. łódzkie)
Wpisana na listę produktów tradycyjnych 21 grudnia 2009.
skład:
- woda
- ziemniaki
- żur
- słonina (wytopiona ze skwarkami)
- cebula
- czosnek
- śmietana
- liście laurowe
- ziele angielskie
- sól, pieprz
- grzyby (najlepiej gąski zielonki, tzw. zieleniatki)

### Zalewajka z zasmażką (woj. łódzkie)
Wpisana na listę produktów tradycyjnych 22 stycznia 2008.
skład:
- woda
- ziemniaki
- żur (mąka żytnia – razowa lub żubrowiny, ew. mąka pszenna, skórka od chleba, cebula, woda)
- wędzony boczek lub kiełbasa
- marchewka
- przesmażona cebula
- czosnek
- liście laurowe (opcjonalnie)
- sól, pieprz
- suszone grzyby (opcjonalnie)
- mąka ze śmietaną lub maślanka (do zaprawienia, opcjonalnie)
- zasmażka lub skwarki ze świeżej słoniny

### Zalewajka świętokrzyska (woj. świętokrzyskie)
Wpisana na listę produktów tradycyjnych 6 września 2006.
skład:
- woda
- ziemniaki
- żur
- boczek wędzony lub kiełbasa
- cebula
- czosnek
- liście laurowe
- ziele angielskie
- sól, pieprz
- śmietana
- słonina (skwarki)